# Höre stavkyrka
Höre stavkyrka är en stavkyrka som ligger i Vangs kommun i Innlandet i Norge. 

## Historia

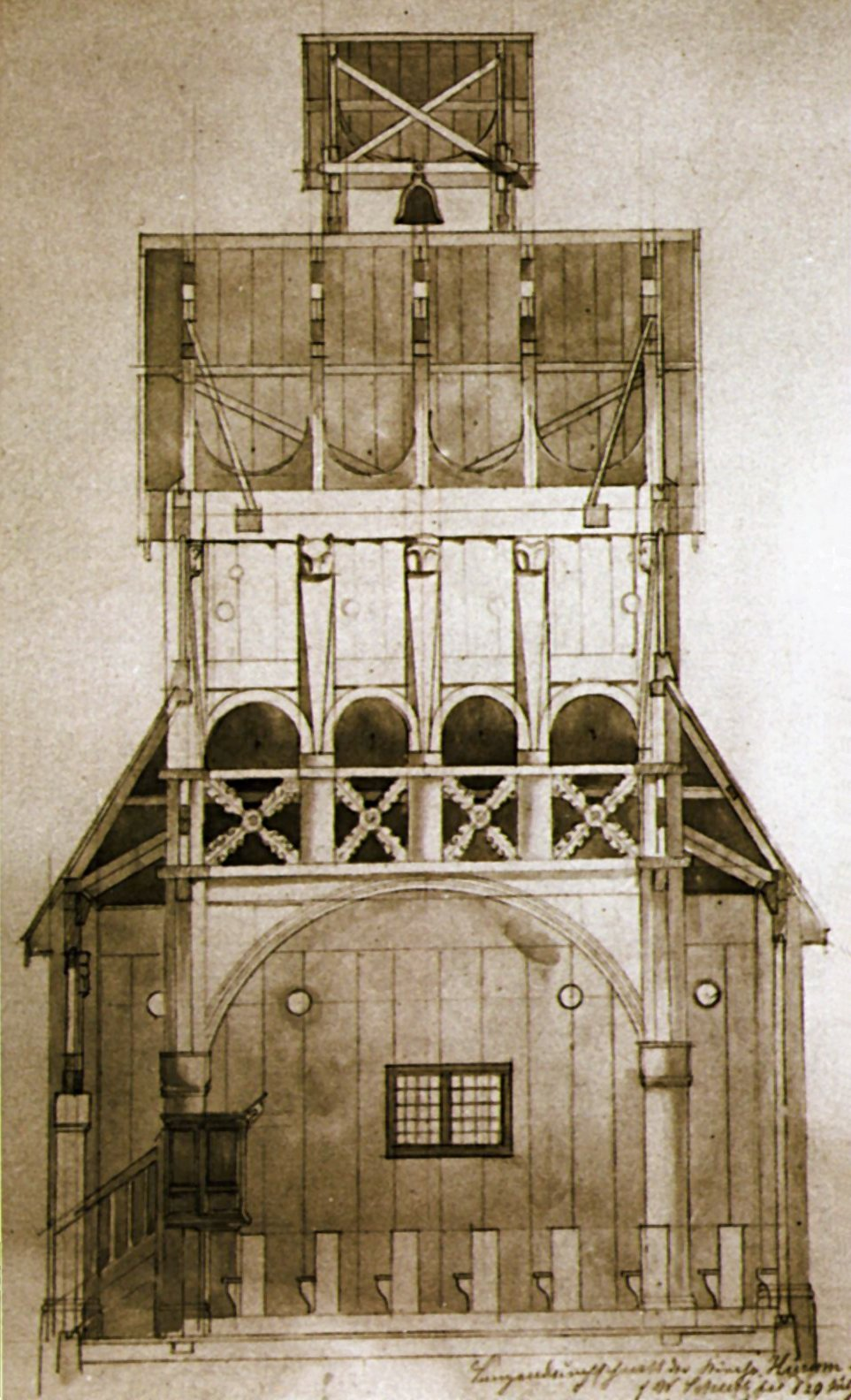
Den bevarade konstruktionen som G.A. Bull tecknade den 1853.

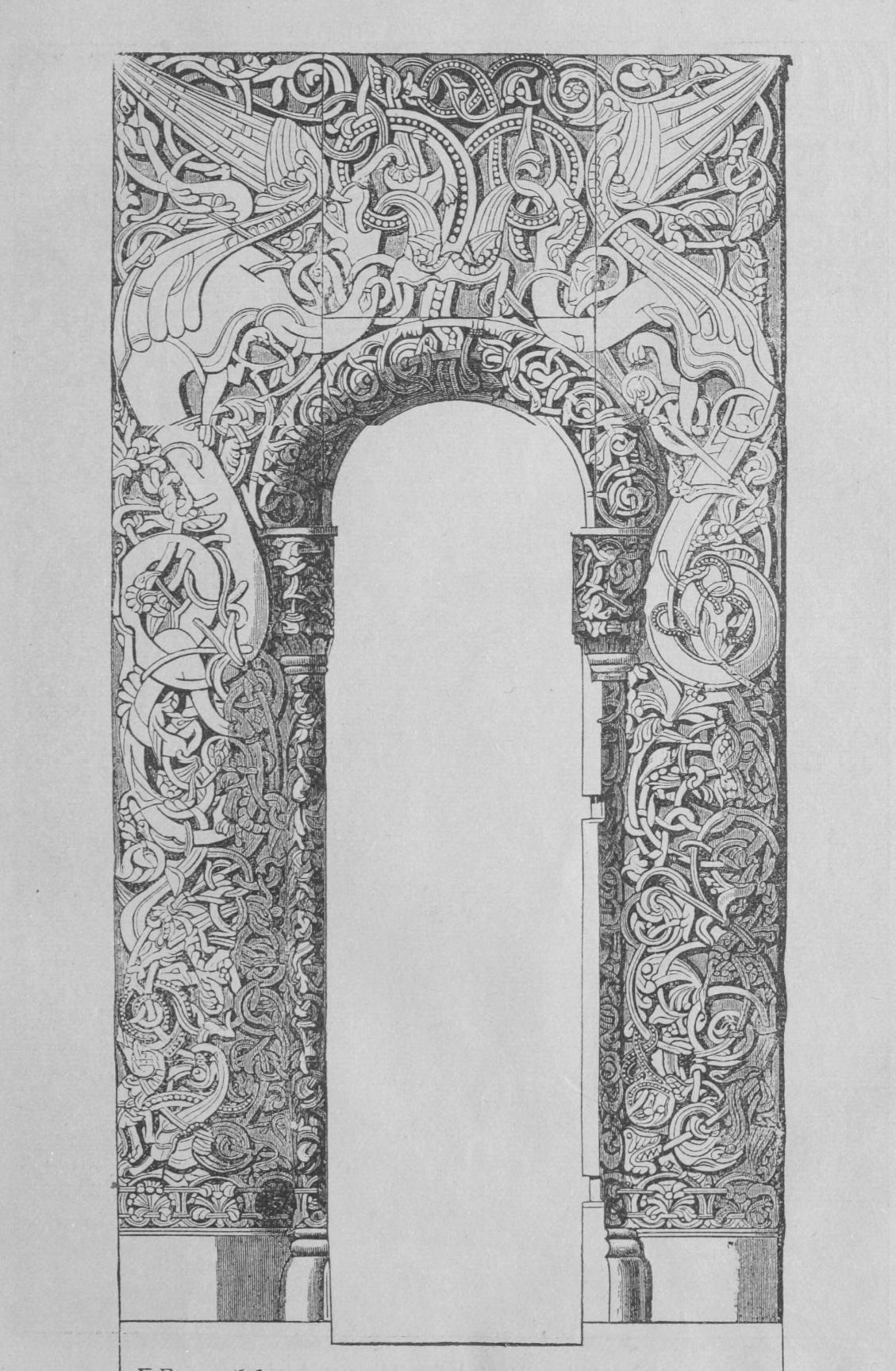
Teckning av portal från Höre stavkyrka.

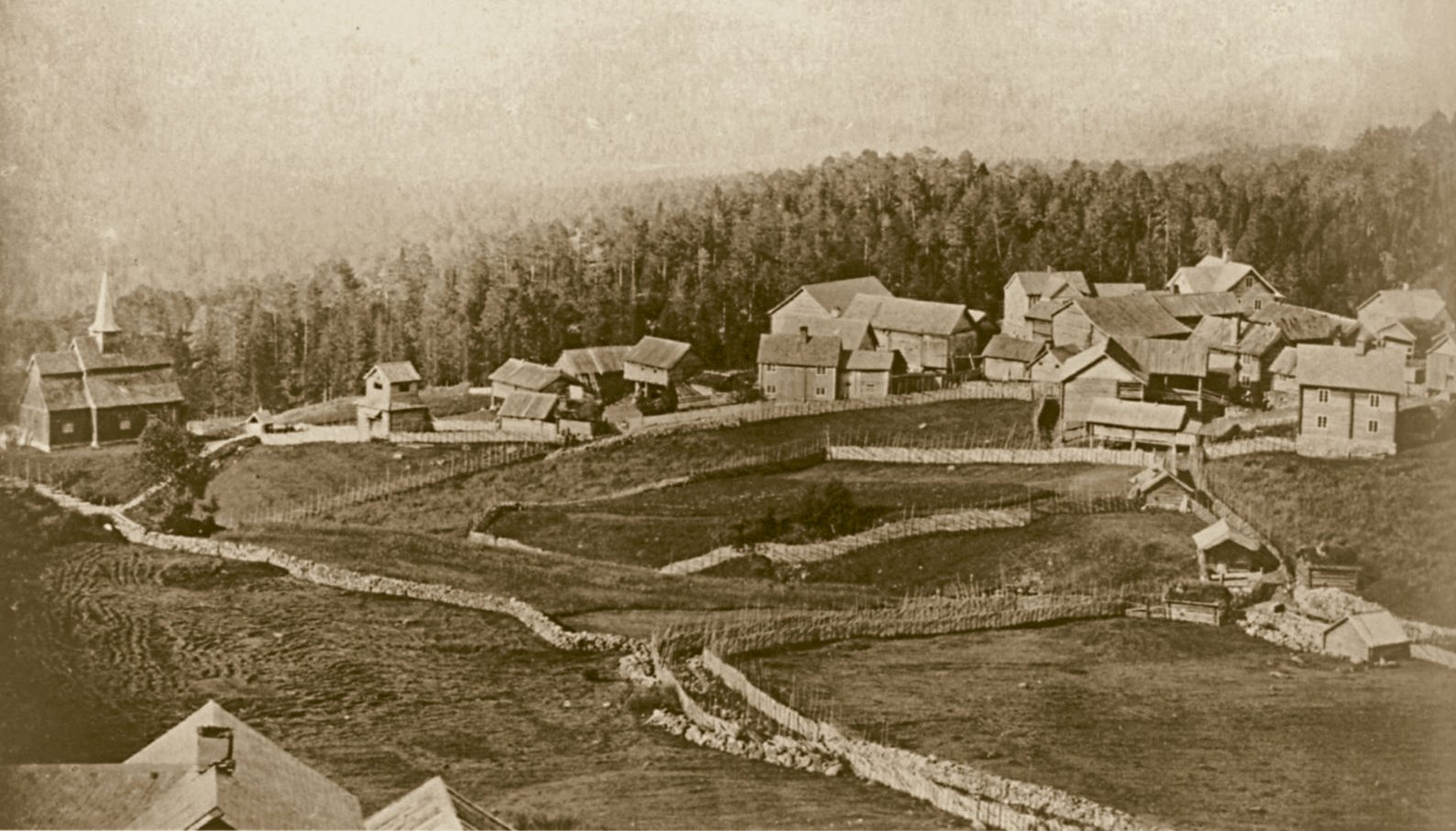
Höre stavkyrka och Kviengårdarna, 1880.

Höre stavkyrka nämns för första gången i skrift 1327, men är betydligt äldre. En runinskrift på en av hörnpelarna berättar översatt: "Den sommaren då bröderna Elling och Audun lät hugga (träd) till denna kyrka, föll Erling Jarl i Nidaros". Det syftar troligen på den Erling Jarl som stupade i slaget vid Kalvskinnet 1179. Elling är troligen den Elling som var bosatt på granngården Kvie, som omnämns i sagan om Birkebeinarna och som var en av kung Sverres män. Runinskriften är en av få i stavkyrkorna som namnger kända personer och som kan användas för att datera bygget. Tolkningen har även ifrågasatts, men bekräftas både av fynd av mynt från slutet av 1100-talet och genom dendrokronologisk analys. Stocken med inskriften har på det sättet visats ha fällts vintern 1179/1180.
Kyrkplatsen är dock ännu äldre. Under en arkeologisk utgrävning 1979-1980 fann man en rad stolphål efter en tidigare kyrka. Kyrkan var mycket liten med ett långhus på bara 13 kvadratmeter samt ett litet kor, och kan  inte ha brukats för gudstjänster för någon större samling människor. Den hade något annorlunda orientering. Ett danskt mynt påträffades i botten till ett av stolphållen och det tyder på att kyrkan byggdes i slutet av 1000-talet. Flera äldre gravar hittades även under den äldre kyrkan, något som visar att platsen använts som begravningsplats redan innan den första kyrkan byggdes.

## Kyrkobyggnaden
Kyrkan är treskeppigt med kor i öster och ett vapenhus i väster. Byggnaden är täckt med brunmålad stående panel och taken är klädda med skiffer. På taket finns en 
takryttare med åttakantig spira. Man går in till kyrkogården genom den gamla takryttaren som sedan 1870-talet har använts som portbyggnad.
Den ursprungliga stavkyrkan byggdes om i början på 1800-talet. Långhuset förlängdes då åt väster och långhusets sidoväggar flyttades ut dit där den tidigare svalgångens väggar stått. 1823 ersattes det ursprungliga koret med ett nytt som var längre och bredare. Trots att kyrkans yttre karaktär är kraftigt förändrad av ombyggnationerna så är det mesta av kyrkans ursprungliga konstruktion bevarat. I långhuset är det ursprungliga upphöjda mittrummet, som bärs upp av fyra kraftiga hörnstolpar, fortfarande synligt. Det ursprungliga långhuset var 8,3 meter långt och 6,2 meter brett. Utformningen och storleken påminner mycket om närliggande Lomens stavkyrka. Även koret var ursprungligen byggt med upphöjt mittrum och hörnstolpar. Delar av det äldre korets material är återanvänt och det går att se spår av hur materialet använts tidigare.

## Interiören
Delar av det ursprungliga korskranket är bevarat. Det finns fönster på båda sidor. Det mesta av interiören, både den äldre stavkonstruktionen och den nyare panelen, är omålad. Även bänkarna är omålade. Hörnstolparna har cylindriska kapitäl med sniderier i form av rankor.
Nästan alla medeltida inventarier är försvunna, endast ett rökelsekar återstår. Det mesta av interiören och inventarierna kommer från runt 1800.
Både altaruppsatsen och predikstolen är skapade av en man vid namn Tomas Törstad. Altaruppsatsen och predikstolen är målade i kraftiga färger. En äldre altartavla från början på 1700-talet hänger på norra sidan av koret. Dopfunten är snidad i trä 1920.

## Portalerna
I kyrkan finns två stora snidade portaler. Den ena ramar in ingången till långhuset, den andra står uppställd i vapenhuset. Bägge är flyttade och delvis omgjorda. Västportalen flyttades troligen ut då långhuset förlängdes. Den andra stod framför ingången till vapenhuset och är idag kraftigt väderbiten. Den stod förmodligen ursprungligen framför en ingång till långhuset, antingen i norr eller söder. Båda portalerna är av så kallad Sogn-Valdres-typ med smala kolonner på sidorna och en 
rundad arkitrav. Nedtill på båda sidorna växer det ut rankor ur djurhuvuden. Böljande stammar och spiralformade grenar med bladverk sträcker sig upp till över dörröppningen. Båda portalerna har stora motställda par av drakar uppe över dörröppningen.

## Omgivning
Nära kyrkan ligger Kviengårdarna vars många tätt placerade tun får den att likna en by.